# Saint-Médard-Nicourby
 Saint-Médard-Nicourby  (en occitano Sant Medard Nicorbin) es una población y comuna francesa, situada en la región de Mediodía-Pirineos, departamento de Lot, en el distrito de Figeac y cantón de Latronquière.

## Demografía
| 157 | 142 | 114 | 108 | 101 | 84 |
| Para los censos de 1962 a 1999 la población legal corresponde a la población sin duplicidades (Fuente: INSEE [Consultar]) |     |     |     |     |    |